# Świecichowo

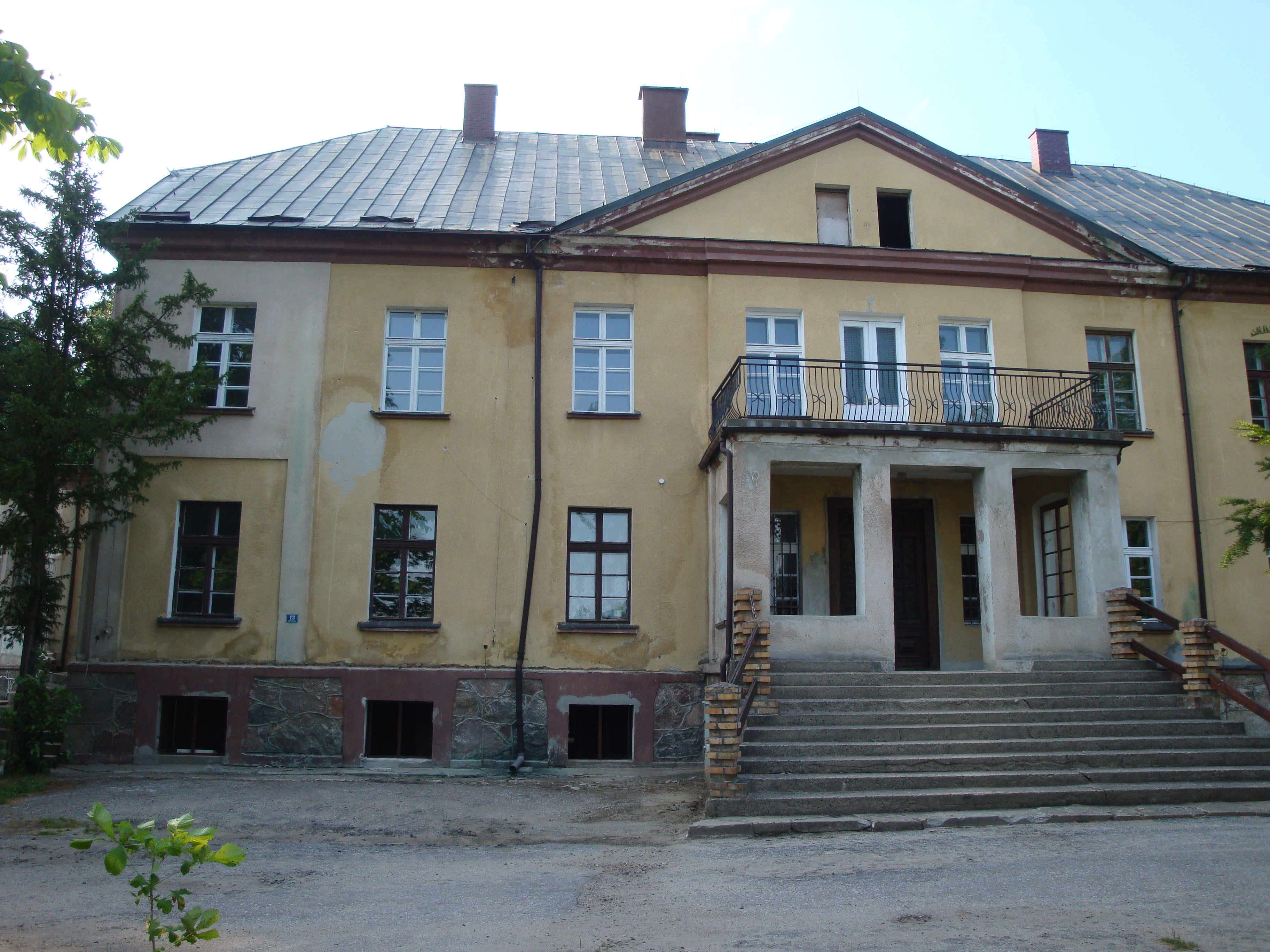
Ehemaliges Herrenhaus des Guts Schwetzkow.

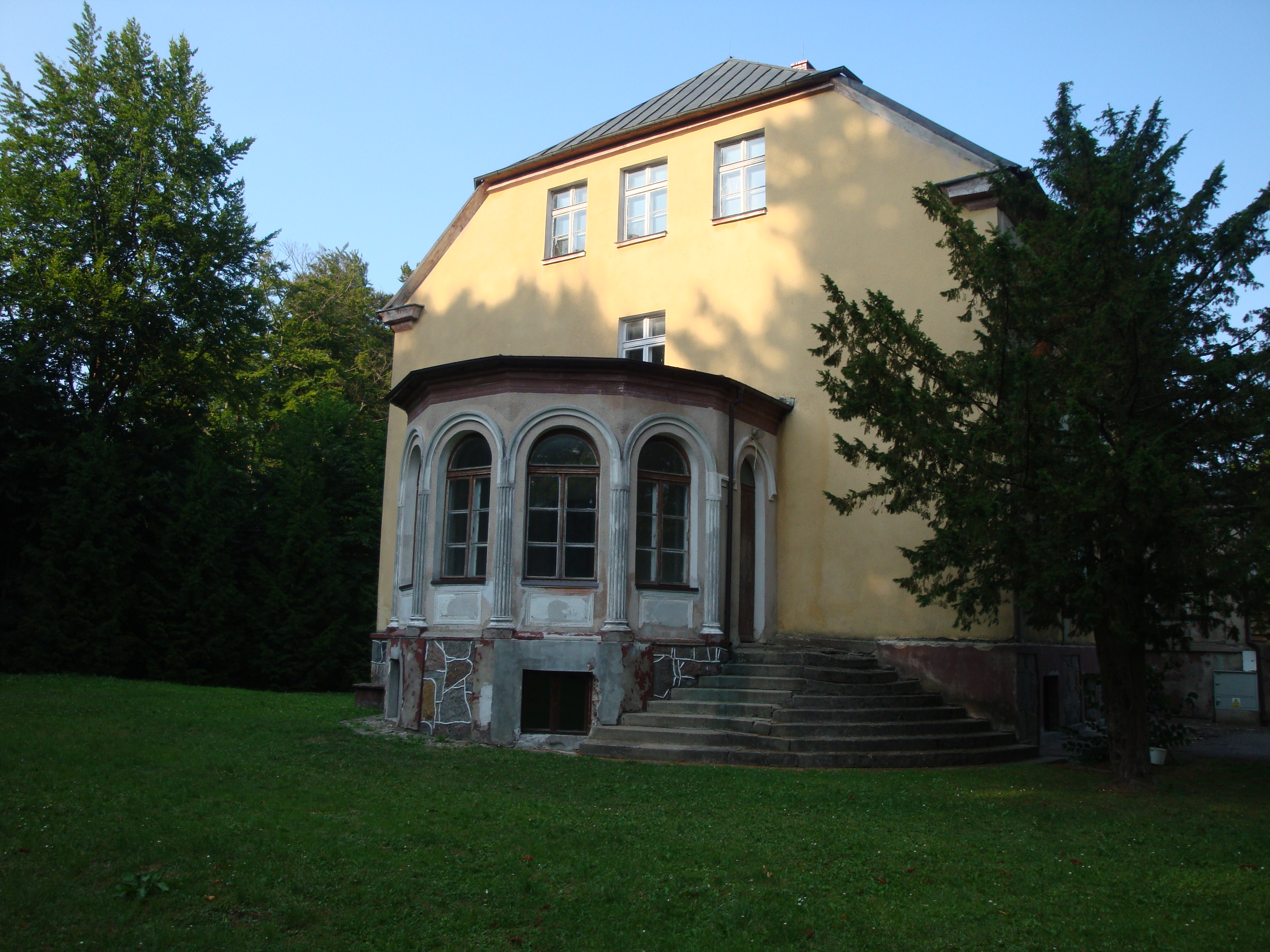
Parkseitiger Eingang des Herrenhauses.

Świecichowo (deutsch Schwetzkow, kaschubisch Swiécéchòwò, slowinzisch Svjìḙcäχɵvɵ) ist ein Dorf in der polnischen Woiwodschaft Pommern. Es gehört zur Landgemeinde Damnica (Hebrondamnitz) im Powiat Słupski (Kreis Stolp).

## Geographische Lage  und Verkehrsanbindung
Świecichowo liegt in Hinterpommern, etwa 20 Kilometer nordöstlich der Kreisstadt Słupsk (Stolp) in einer Ebene zwischen Stolpe (Słupia) und Lupow (Łupawa). Im Ort treffen sich zwei Nebenstraßen, die Żelkowo (Wendisch Silkow) an der Woiwodschaftsstraße 213 mit Damnica (Hebrondamnitz) verbinden bzw. von Potęgowo (Pottangow) über Damno (Dammen) nach Świecichowo führen. Die nächste Bahnstation ist fünf Kilometer entfernt: Damnica an der Bahnstrecke 202 von Stargard in Pommern nach Danzig.

## Geschichte
Seiner historischen Dorfform nach war Schwetzkow ein kleines Gassendorf. Es war ein alter Lehnsbesitz der Familien Schwetzkow und Stojentin. 1523 wird Clawes Swetzkow myt synen brodern tho Schwetzkow genannt. Später ging der Besitz auf Peter Georg von Kleist über.
Im 18. Jahrhundert wechselte Schwetzkow mehrfach den Eigentümer. Am bekanntesten unter ihnen war der preußische Husarengeneral Wilhelm Sebastian von Belling, der Schwetzkow 1772 erwarb.
Um 1784 hatte Schwetzkow ein Vorwerk, sechs Bauern, und einen Schulmeister bei insgesamt 27 Feuerstellen. Nach weiteren Eigentümerwechseln kaufte schließlich Friedrich Karl Holtz Schwetzkow, und im Besitz seiner Familie blieb es bis 1945.
Bis 1945 gehörte Schwetzko zum Landkreis Stolp im Regierungsbezirk Köslin der  Provinz Pommern. 1910 waren hier 234 Einwohner registriert, deren Zahl bis 1933 auf 285 stieg und 1939 noch 271 betrug. Schwetzkow war in den Amts- und Standesamtsbezirk Hebrondamnitz (heute polnisch: Damnica) eingegliedert und lag im Amtsgerichtsbereich Stolp.
Gegen Ende des Zweiten Weltkriegs wurde Schwetzkow am 8. März 1945  von russischen Panzerverbänden und Infanterie besetzt und bald darauf zusammen mit ganz Hinterpommern unter polnische Verwaltung gestellt. Dann fielen Polen in den Ort ein und besetzten die Höfe und Häuser der Bewohner. Die Vertreibung begann. Später wurden in der Bundesrepublik Deutschland 137 und in der DDR 74 aus Schwetzkow vertriebene Dorfbewohner ermittelt.
Schwetzkow wurde in Świecichowo umbenannt.  Das Dorf ist heute ein Teil der Gmina Damnica im Powiat Słupski der Woiwodschaft Pommern (1975–1998 Woiwodschaft Słupsk). Es ist Sitz eines Schulzenamtes, an das  auch das Dorf Mrówczyno (Jägerhof) angeschlossen ist. Das Dorf hat etwa 260 Einwohner.

## Kirche
Vor 1945 war der Großteil der Einwohnerschaft Schwetzkows evangelischer Konfession. Der Ort gehörte zum Kirchspiel Dammen (heute polnisch: Damno) im Kirchenkreis Stolp-Altstadt im Ostsprengel der Kirchenprovinz Pommern der Kirche der Altpreußischen Union.
Seit 1945 ist die Bevölkerung von Świecichowo fast ausnahmslos katholisch. Der Bezug des Ortes zum Pfarrort Damno (Dammen) ist geblieben, doch gehört die Pfarrei nun zum Dekanat Główczyce (Glowitz) im Bistum Pelplin der Katholischen Kirche in Polen. Hier lebende evangelische Kirchenglieder gehören jetzt zur Filialkirche Główczyce der Kreuzkirchengemeinde in Słupsk (Stolp) in der Diözese Pommern-Großpolen der Evangelisch-Augsburgischen Kirche in Polen.

## Schule
In der 1932 einstufigen Volksschule unterrichtete ein Lehrer 57 Schulkinder.